# Friederike Gubernatis
Friederike Gubernatis (* 1. April 1988 in Hamburg) ist eine ehemalige deutsche Handballspielerin.

## Karriere
Friederike Gubernatis wurde in Hamburg geboren und wuchs in Tornesch auf. Hier begann sie im Jahre 1993 das Handballspielen beim TuS Esingen. 1997 zog Gubernatis nach Baden-Württemberg, wo sie für den HSV Hockenheim auf Torjagd ging.
Gubernatis spielte ab dem Jahre 2000 für die TSG Ketsch, bei der sie anfangs im Jugendbereich aktiv war. In der Saison 2007/08 lief die Linkshänderin mit der Damenmannschaft in der Bundesliga auf. Nachdem Ketsch am Ende der Saison abgestiegen war, lief sie mit Ketsch noch eine Spielzeit in der 2. Bundesliga auf. Im Sommer 2009 wechselte sie zum Bundesligisten Frankfurter HC. Mit dem FHC erreichte sie 2010 das Final Four des DHB-Pokals. Ab der Saison 2013/14 trat Gubernatis für den Buxtehuder SV an. Mit dem BSV gewann sie 2015 sowie 2017 den DHB-Pokal. Nach der Saison 2019/20 beendete sie ihre Karriere.
Gubernatis bestritt am 22. September 2009 ihr Debüt für die deutsche Frauen-Handballnationalmannschaft. Nach dem Jahre 2009 wurde sie nicht mehr in die Nationalmannschaft berufen. Erst im Oktober 2017 kehrte sie unter Michael Biegler in die DHB-Auswahl zurück. Mit Deutschland nahm sie an der Weltmeisterschaft 2017 teil.
Seit 2020 ist Gubernatis im Vorstand des Buxtehuder SV.

## Erfolge
- 2008: U20-Weltmeisterin
- 2015: DHB-Pokal
- 2017: DHB-Pokal